# 施用海
施用海（1939年—），男，浙江宁波人，中国国际贸易学家，曾任中国国际贸易学会会长，中国国际文化交流中心理事。